# Lærke Møller
Lærke Winther Møller (født 14. januar 1989 i Aalborg) er en dansk tidligere håndboldspiller og nuværende håndboldekspert for TV 2 og TV 2 Sport, under VM- og EM-slutrunder for kvinder.

Hun spillede for blandt andet Team Esbjerg og Danmarks håndboldlandshold. Hun var kendt som en spinkel og hurtig spiller, der mest spillede i angrebet som playmaker. Samtidig var hun ramt af et utal af skader, der endte med at koste hende karrieren relativ tidligt.
Lærke Møller indledte sin håndboldkarriere som 7-årig og spillede i et par Aalborg-klubber som HK Star og Visse IF, inden hun skiftede til Aalborg DH. Her blev hun tidligt udråbt til et stort talent, og allerede som 16-årig fik hun debut på klubbens elitehold, sågar i en Champions League-kamp. Hun debuterede på Y-landsholdet i marts 2006, hvor hun opnåede 16 landskampe. Allerede december samme år kom hun på U-landsholdet, hvor hun spillede 30 kampe. Som 18-årig fik hun debut på A-landsholdet, og hun fik sit gennembrud til GF World Cup i 2008, hvorpå hun blev holdets topscorer med 26 mål under EM i håndbold 2008, og hvor pressen vurderede hende som en af holdets bedste spillere.
Til VM 2009 i Kina var hun udset til at være landsholdets store spillemæssige omdrejningspunkt, men dagen før VM sprang hendes højre akillessene under træningen. Dermed sluttede hendes VM før det overhovedet var begyndt. Hun måtte i stedet rejse hjem for at blive opereret. Hun kæmpede efterfølgende for at vende tilbage og deltog også i træningskampene for FCM op til sæsonen 2010, hvor hun trods skaden hurtigt fandt formen igen. Desværre blev hendes fod overbelastet inden den reelle sæsonstart, og hun måtte igen sidde ude. Hun kæmpede en hård kamp for at blive klar til EM i december 2010, som blev afholdt i Danmark og Norge. Det lykkedes hende at blive klar, og hun leverede tilmed en imponerede indsats. 
Lærke Møller indstillede karrieren i 2018 på anbefaling fra fysioterapeuten efter to år hos Team Esbjerg, hvor hun ikke nåede at spille én eneste kamp.
Privat danner Lærke Møller par med fodboldspilleren Thomas Enevoldsen.
Møllers sidste deltagelse ved en slutrunde var ved EM i håndbold 2014 i Kroatien og Ungarn.